# Watch Hill (Rhode Island)
Watch Hill es un lugar designado por el censo ubicado en el condado de Washington en el estado estadounidense de Rhode Island. En el año 2010 tenía una población de 154 habitantes.

## Geografía
Watch Hill se encuentra ubicado en las coordenadas 41°18′57.72″N 71°50′59.02″O / 41.3160333, -71.8497278.